# Lotta ai XV Giochi asiatici
I tornei di lotta libera ai XV Giochi asiatici si sono svolti dal 9 al 14 dicembre 2006 all'Aspire Hall 4 di Doha in Qatar. Hanno partecipato alle competizioni 236 atleti provenienti da 28 nazioni.

## Podi

### Lotta libera maschile
| Categoria                | Oro                         | Argento                      | Bronzo                                                     |
| ------------------------ | --------------------------- | ---------------------------- | ---------------------------------------------------------- |
| fino a 55 kg (dettagli)  | Dilshod Mansurov Uzbekistan | Jon Hyon-guk Corea del Nord  | Kim Hyo-sub Corea del SudHidenori Taoka Giappone           |
| fino a 60 kg (dettagli)  | Morad Mohammadi Iran        | Song Jae-myung Corea del Sud | Yogeshwar Dutt IndiaRi Yong-chol Corea del Nord            |
| fino a 66 kg (dettagli)  | Baek Jin-kuk Corea del Sud  | Takafumi Kojima Giappone     | Buyanjavyn Batzorig MongoliaSushil Kumar India             |
| fino a 74 kg (dettagli)  | Ali Asghar Bazri Iran       | Cho Byung-kwan Corea del Sud | Abdulkhakim Shapiyev KazakistanSoslan Tigiev Uzbekistan    |
| fino a 84 kg (dettagli)  | Reza Yazdani Iran           | Zaurbek Sokhiev Uzbekistan   | Noh Je-hyoun Corea del SudMagomed Kurugliyev Kazakistan    |
| fino a 96 kg (dettagli)  | Alireza Heidari Iran        | Oleg Kallagov Uzbekistan     | Aleksey Krupnyakov KirghizistanTaimuraz Tigiyev Kazakistan |
| fino a 120 kg (dettagli) | Artur Taymazov Uzbekistan   | Fardin Masoumi Iran          | Lee Se-hyung Corea del SudPalwinder Singh Cheema India     |

### Lotta greco-romana maschile
| Categoria                | Oro                          | Argento                      | Bronzo                                                   |
| ------------------------ | ---------------------------- | ---------------------------- | -------------------------------------------------------- |
| fino a 55 kg (dettagli)  | Jiao Huafeng Cina            | Jasem Amiri Iran             | Vinayak Dalvi IndiaCha Kwang-su Corea del Nord           |
| fino a 60 kg (dettagli)  | Makoto Sasamoto Giappone     | Sheng Jiang Cina             | Dilshod Aripov UzbekistanRuslan Tyumenbayev Kirghizistan |
| fino a 66 kg (dettagli)  | Kim Min-chul Corea del Sud   | Ravshan Ruzikulov Uzbekistan | Hamid Reihani IranMasaki Imuro Giappone                  |
| fino a 74 kg (dettagli)  | Roman Melyoshin Kazakistan   | Davoud Abedinzadeh Iran      | Bakhit Sharif Badr QatarDaniar Kobonov Kirghizistan      |
| fino a 84 kg (dettagli)  | Kim Jung-sub Corea del Sud   | Yahia Abu-Tabeekh Giordania  | Janarbek Kenjeev KirghizistanShingo Matsumoto Giappone   |
| fino a 96 kg (dettagli)  | Han Tae-young Corea del Sud  | Masoud Hashemzadeh Iran      | Gennady Chkhaidze UzbekistanMohammad Al-Ken Siria        |
| fino a 120 kg (dettagli) | Kim Gwang-seok Corea del Sud | Mehdi Sharabiani Iran        | Nurbek Ibragimov KirghizistanLiu Deli Cina               |

## Podi

### Lotta libera maschile
| Categoria               | Oro                    | Argento                     | Bronzo                                             |
| ----------------------- | ---------------------- | --------------------------- | -------------------------------------------------- |
| fino a 48 kg (dettagli) | Chiharu Icho Giappone  | Kim Hyung-joo Corea del Sud | Tsogtbazaryn Enkhjargal MongoliaLi Xiaomei Cina    |
| fino a 55 kg (dettagli) | Saori Yoshida Giappone | Olga Smirnova Kazakistan    | Alka Tomar IndiaNaidangiin Otgonjargal Mongolia    |
| fino a 63 kg (dettagli) | Kaori Icho Giappone    | Geetika Jakhar India        | Badrakhyn Odonchimeg MongoliaXu Haiyan Cina        |
| fino a 72 kg (dettagli) | Wang Xu Cina           | Kyoko Hamaguchi Giappone    | Yana Panova KirghizistanOchirbatyn Burmaa Mongolia |